# Ayaz Mütəllibov

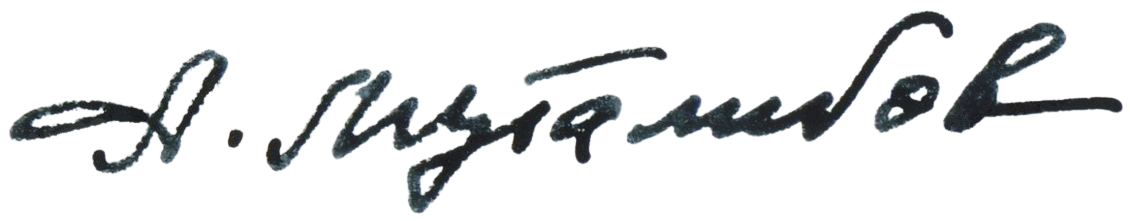
Unterschrift von Ajas Nijasi oglu Mutalibow

Ayaz Niyazi oğlu Mütəllibov (Ajas Nijasi oglu Mütallibow, russisch Аяз Ниязович Муталибов/Ajas Nijasowitsch Mutalibow; * 12. Mai 1938 in Baku; † 27. März 2022 ebenda) war ein aserbaidschanischer Politiker. Er war der letzte Vorsitzende des Ministerrats der Aserbaidschanischen Sozialistischen Sowjetrepublik und der erste Präsident des von der Sowjetunion unabhängigen Republik Aserbaidschan vom 18. Oktober 1991 bis zum 14. Mai 1992.
Ələkrəm Hümmətov, der Präsident der separatistischen und international nicht anerkannten Autonomen Talysch-Mugan-Republik (Juni–August 1993), unterstützte Ayaz Mütəllibov nach dem Ende seiner Präsidentschaft, indem er ihm Loyalität schwor. Überhaupt wurde die Revolte als Versuch gesehen, den ehemaligen Präsidenten wieder in Aserbaidschan an die Macht zu bringen.
Seither war Ayaz Mütəllibov Vorsitzender der Sozialdemokratischen Partei Aserbaidschans. Er lebte ab 1992 in Moskau, Russland. Seine Frau ist Adila Mütəllibova. Aus der Ehe gingen zwei Kinder hervor, Zaur und Azad.